# Horatio Gates
Horatio Gates   (Maldon, 26 de juliol de 1727 - Manhattan, 10 d'abril de 1806) fou oficial de l'exèrcit britànic, i posteriorment, general estatunidenc durant la Guerra d'independència. El seu nom s'associa freqüentment amb la victòria nord-americana a la batalla de Saratoga i a la derrota de Camden.

## Els començaments de la seva carrera
Horatio Gates era fill d'una parella al servei de Peregrine Osborne, segon duc de Leeds, a Maldon (Essex, Anglaterra) el 1727.
Gates rep el diploma de tinent de l'exèrcit britànic el 1745. Serveix a Alemanya durant la Guerra de Successió Austríaca, i posteriorment és promocionat a capità de les tropes provincials de Nova Escòcia el 1753.
Durant la Guerra dels Set Anys, Gates combat sota les ordres del general Edward Braddock a Amèrica. El 1755, pren part en l'expedició Braddock, que va fracassar en la seva temptativa de controlar l'accés a la vall d'Ohio. En aquesta expedició hi participen altres homes que es convertirien en caps militars durant la Guerra d'independència, com Thomas Gage, Charles Lee, Daniel Morgan, i George Washington. Gates combatrà més tard a les Antilles i participarà en la conquesta de Martinica.
A l'octubre de 1754, Horatio es casa amb Elizabeth Phillips i el 1758 neix el seu fill Robert. En aquella època, per poder ser promocionat, dins l'exèrcit britànic, eren necessaris diners o influència i la carrera militar de Gates s'estanca. Decideix llavors retirar-se de l'exèrcit britànic amb el grau de major el 1769 i emigra a Amèrica. S'instal·la amb la seva família a una petita plantació de Virgínia.

## Guerra d'Independència dels Estats Units
Quan la paraula "revolució" arriba a l'orella de Horatio Gates, es precipita a Mount Vernon per oferir-li els seus serveis a George Washington. Al juny, el Congrés Continental comença a organitzar a l'Exèrcit Continental. Acceptant el comandament, Washington pressiona al Congrés per nomenar a Gates, ajudant de l'exèrcit (el grau més elevat de la jerarquia dels suboficials d'elit). El 17 de juny de 1775, el Congrés l'anomena general de brigada i general adjunt de l'Exèrcit Continental.
L'experiència de Gates en temps de guerra és inestimable per al jove exèrcit americà que només està en els seus primers balbotejos. Gates i Charles Lee són els únics que han tingut una experiència significativa dins l'exèrcit britànic regular. Com a Ajudant-general, crea el sistema d'informes i d'ordres de l'exèrcit, i participa en l'estandardització dels regiments de les diferents colònies.
Mentre que el seu talent com a administrador és de gran valor, allò que realment desitja Gates és un comandament en el front. Cap al juny de 1776, és promogut a Major-general, i comandant del Departament canadenc en substitució de John Sullivan.

## Després de la guerra
L'esposa de Gates, Elizabeth, va morir l'estiu de 1783. Gates es va retirar el 1784 i de nou va tornar a Virgínia. Va servir com a president de la Virginia Society de Cincinnati, i va treballar per tornar a reconstruir la seva vida. Li va proposar matrimoni a Janet Montgomery, la vídua del General Richard Montgomery, però ella el va rebutjar. El 1786 es va casar amb Mary Vallance, una vídua rica.
Gates va vendre la seva finca de Virgínia i va alliberar els seus esclaus a petició del seu amic John Adams. La parella, ja envellida, es va retirar a una finca al nord de l'illa de Manhattan. El seu suport posterior a la candidatura presidencial de Jefferson va acabar la seva amistat amb Adams. Gates i la seva esposa van romandre actius en la societat de la ciutat de Nova York, i va ser escollit durant un mandat en la legislatura de l'Estat de Nova York el 1800.
Gates va morir el 10 d'abril de 1806, i va ser sepultat en el cementiri de l'Església de la Trinitat de Wall Street, encara que el lloc exacte de la seva tomba és desconegut.

## Imatges

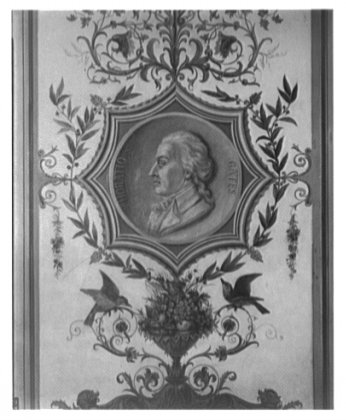
Fresc que es troba en un passadís del Senat del Capitoli dels Estats Units, Horatio Gates.
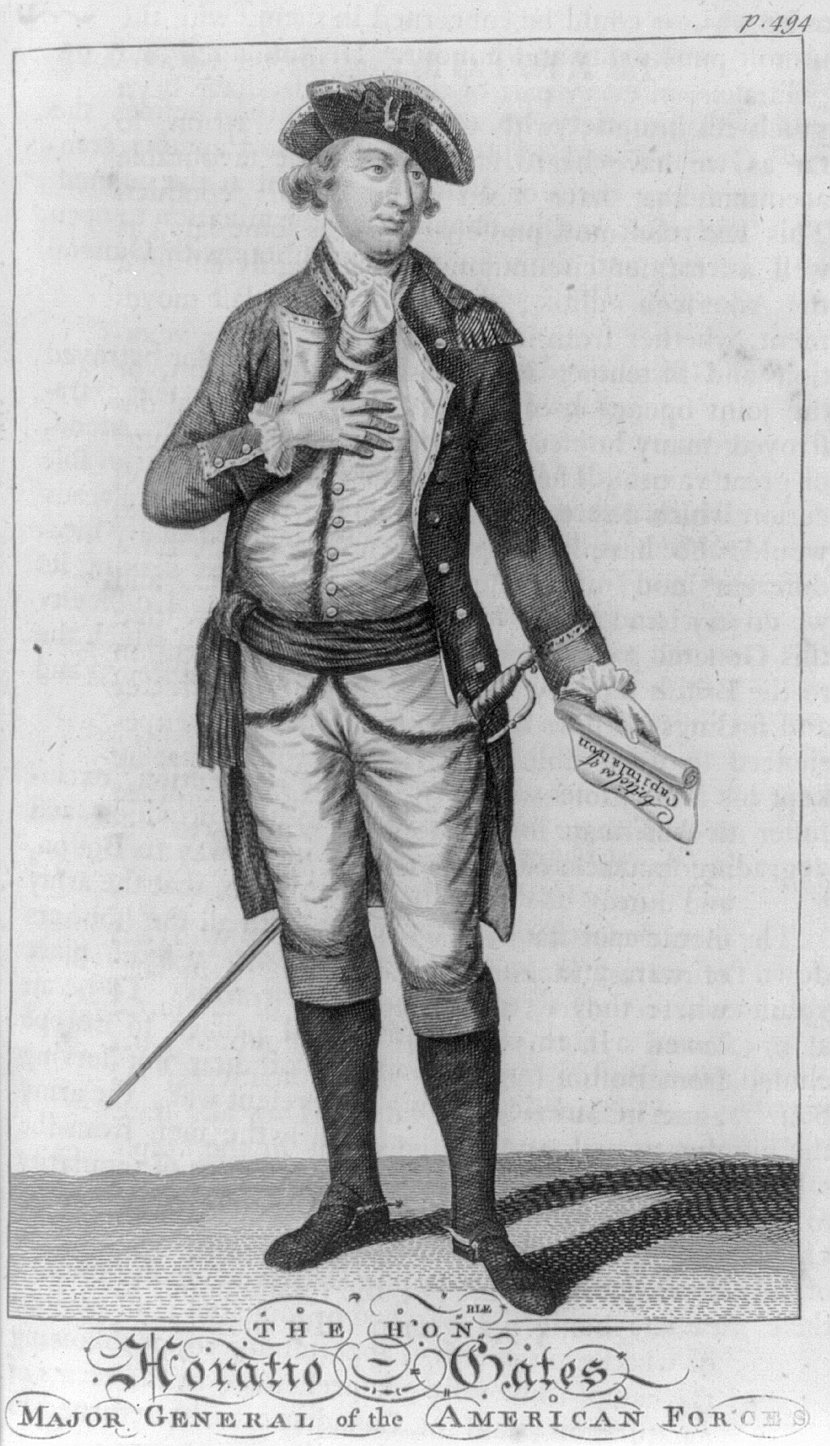
Horatio Gates, major de les forces americanes. 1780.
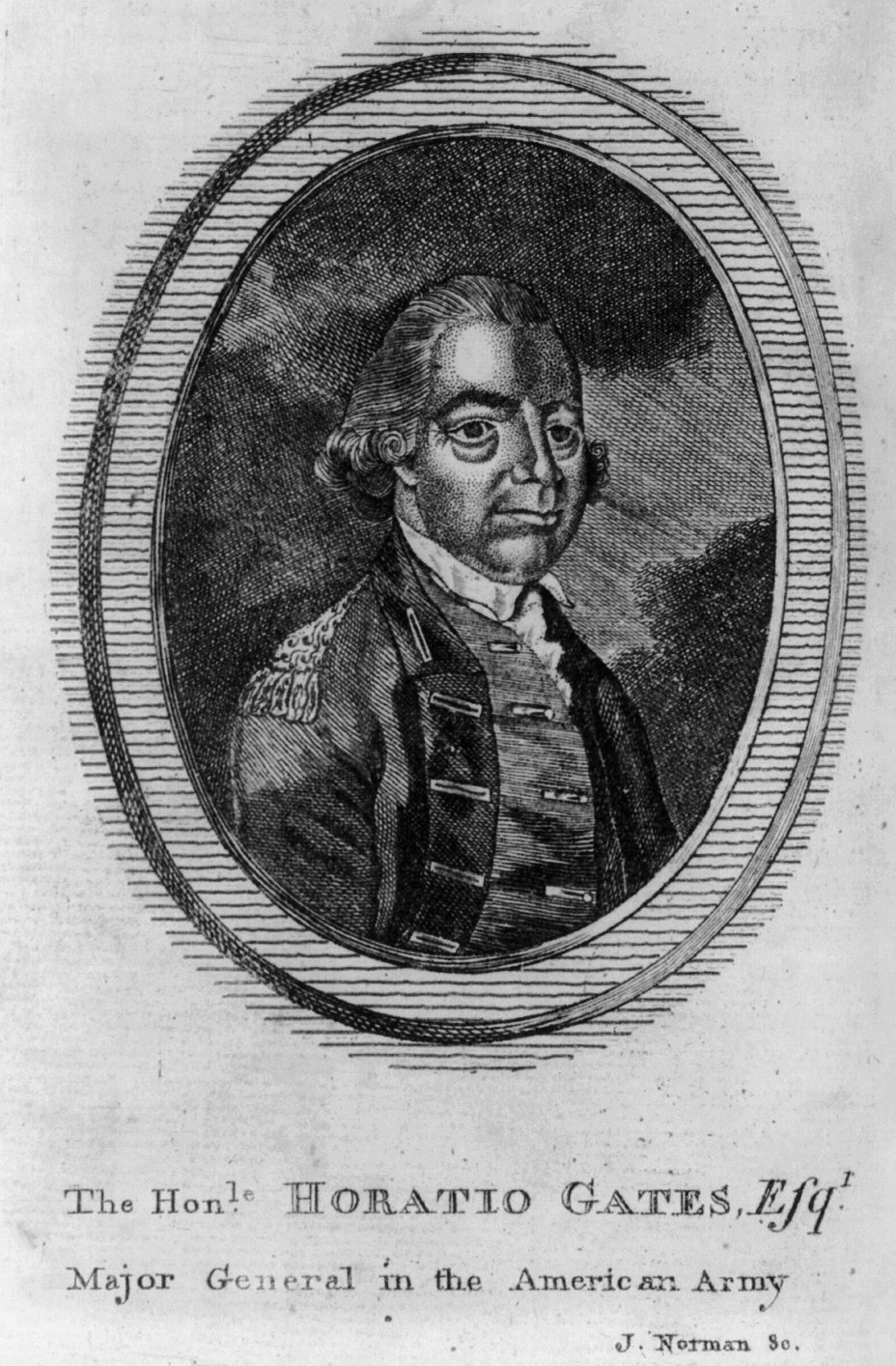
Horatio Gates, Esqr., major de l'exèrcit americà, 1781.
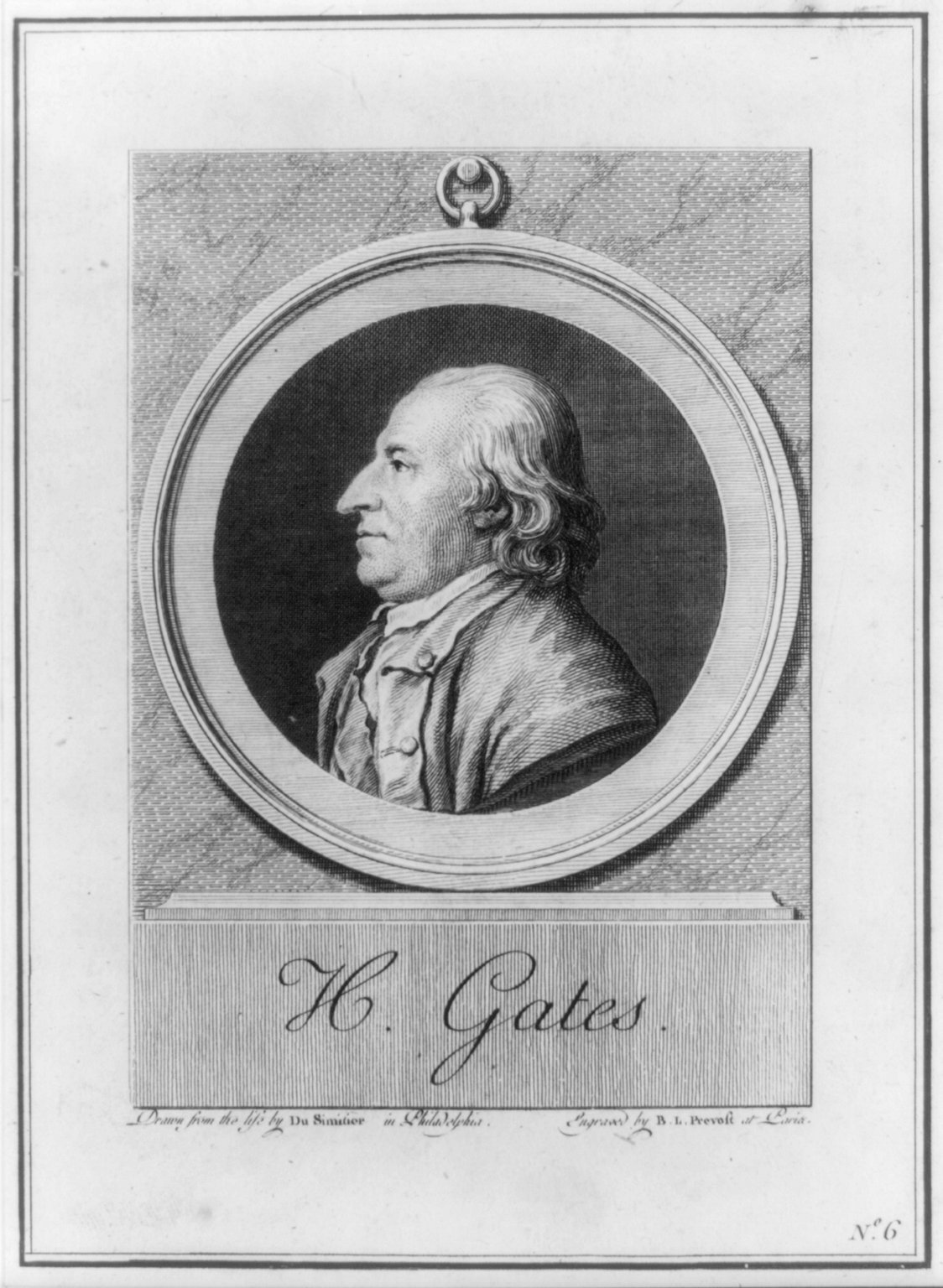
Horatio Gates / retrato de Du Simitier realitzat a Filadèlfia. 1781.
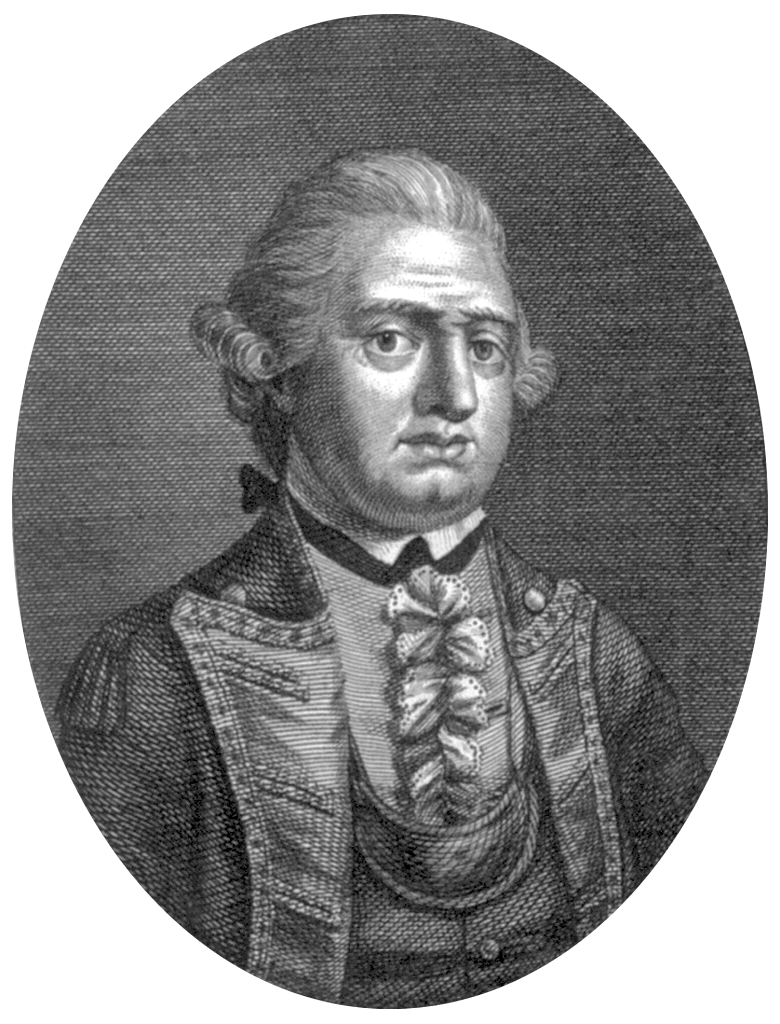
General Horatio Gates, 1782.
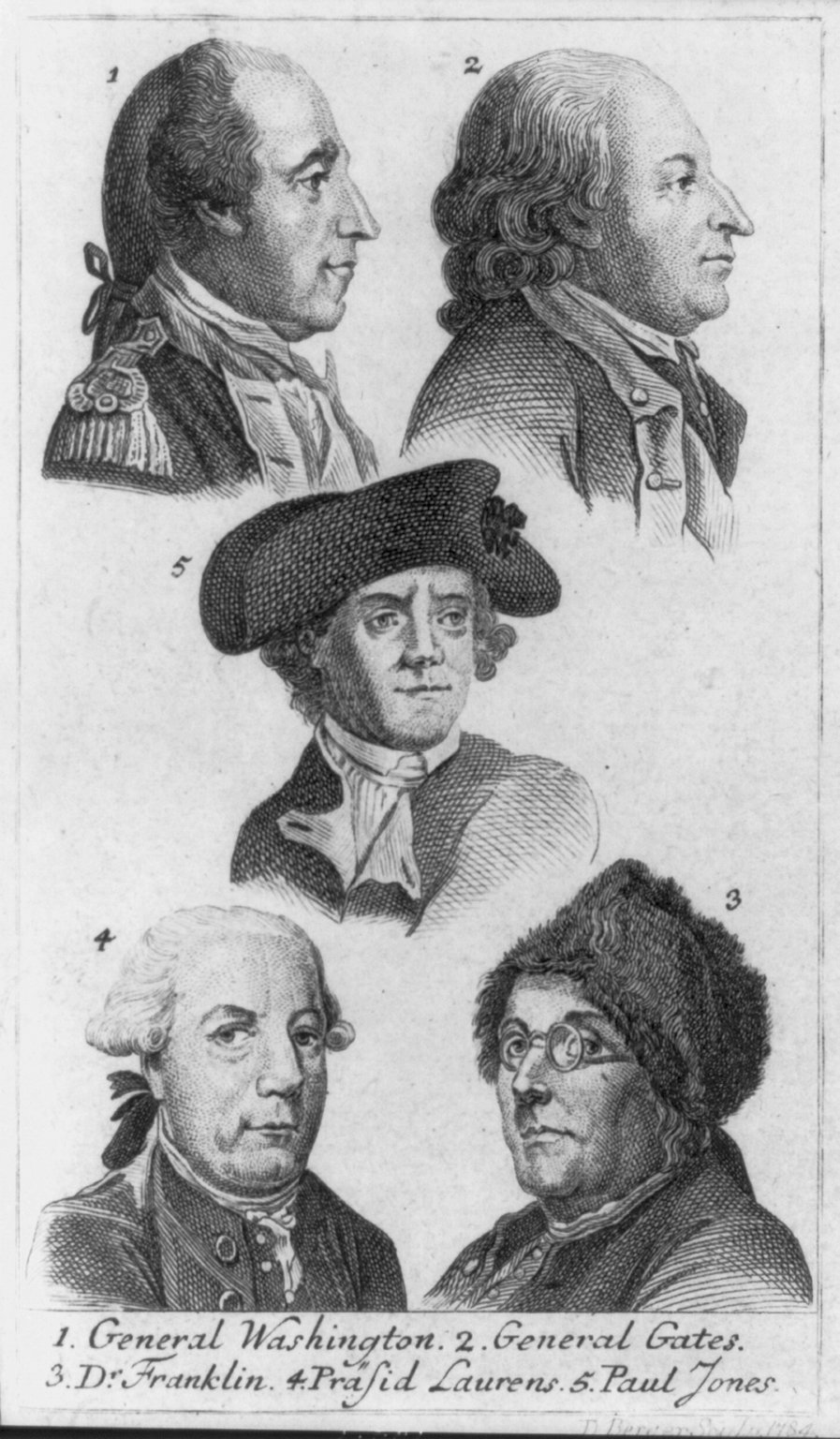
1. General George Washington 2. General Horatio Gates 3. Dr. Benjamin Franklin 4. Henry Laurens 5. John Paul Jones. 1784.